# Nalini Warriar
Nalini Warriar, née en 1954 au Kerala en Inde, est une écrivaine et nouvelliste canadienne.

## Biographie
Née à Kerala, en Inde, Nalini Warriar a vécu à Assam, à Mumbai, en France et en Allemagne avant de s'installer au Canada en 1986. 
En 1998, elle gradue de l'Université Laval, où elle obtient un doctorat en biologie moléculaire. Pendant plus de dix ans, elle s'implique dans la recherche contre le cancer en travaillant comme consultante en biotechnologie, mais quitte son emploi afin de se concentrer à temps plein à l'écriture. 
Les quelques années qu'elle passe à Lac-Beauport, au Québec lui inspirent son roman The Enemy Within, dans lequel le personnage principal, une femme indienne nommée Sita, est forcé de marier un ingénieur et de déménager au Canada. Le roman aborde le dépaysement, la soumission et l'étrangeté du climat, opposé à celui de l'Inde. Son texte a d'ailleurs fait l'objet d'une recherche sur la représentation du Québec dans la littérature. 
En 2020, elle participe à la Mystery Thriller Week. 
Elle habite à Napanee, en Ontario.

## Œuvres

### Nouvelles
- Blues from the Malabar Coast, Toronto, Tsar, 2002, 135 p.  (ISBN 0-920661-99-8).

### Romans
- The enemy within, Toronto, Tsar, 2005, 293 p.  (ISBN 1-894770-24-2).
- Pounded Ginger, Crushed Garlic : Fixes for the Spiceaholic, Ontario, Warriar Books, 2011.  (ISBN 9780987748409 et 0987748408).
- Fireflies in the Night, Ontario, Warriar Books, 2016, 287 p.  (ISBN 9780987748416 et 0987748416).
- Green Monkeys, Ontario, Warriar Books, 2017, 295 p.
- Karma's Slow Burn, Ontario, Warriar Books, 2020, 256 p.  (ISBN 9780987748485 et 0987748475).

## Prix et honneurs
- 2002 : lauréate du premier prix McAuslen de la Quebec Writers' Federation, catégorie meilleure autrice émergente, pour Blues from the Malabar Coast[1],[5]
- 2002 : lauréate du First Book Prize de l'Université Concordia pour Blues from the Malabar Coast[8]
- 2016 : Fireflies in the Night est nommé meilleur livre indien Kirkus Reviews[4]
- 2017 : lauréate du prix Next Generation Indie Book pour Fireflies in the Night[2]